# Populus cathayana
Populus cathayana is een boom uit de wilgenfamilie (Salicaceae).
De soort wordt gerekend tot de sectie van de balsempopulieren (Tacamahaca). De boom komt voor in Noordoost Azië, met name de Chinese provincies Gansu (zuidelijk deel), Hebei, Liaoning, Binnen-Mongolië, Qinghai (oostelijk deel), Shaanxi, Shanxi, Sichuan, Yunnan en Zhejiang. De soort komt hier voor in de valleien langs rivieren op een hoogte van 800-3000 m boven zeeniveau.

## Beschrijving
Populus cathayana is een loofboom die in de rivierdalen van zijn natuurlijke verspreidingsgebied uit kan groeien tot een hoogte van 30 meter. Het heeft een breed eivormige kroon. De takken zijn olijfgroen als ze jong zijn. Zij worden later oranje tot grijsachtig geel. De boom heeft fladderend lichtgroen geurend blad. Dit blad is 6-13 cm groot, aan de onderzijde groenachtig wit en aan de bovenzijde felgroen. De boom is tweehuizig dat wil zeggen dat het of mannelijke of vrouwelijke katjes vormt. Mannelijke katjes zijn 5-6 cm groot, de vrouwelijke 4-5 cm. De zaden die na windbestuiving ontstaan zitten in doosvruchten van 6-9 mm groot.
... ·  
P. ×acuminata · 
P. adenopoda · 
P. afghanica · 
P. alba (Witte abeel) · 
P. angustifolia (Smalbladige populier) · 
P. balsamifera (Ontariopopulier) · 
P. ×berolinensis (Siberische balsempopulier) · 
P. ×canadensis (Canadapopulier) · 
P. candicans · 
P. ×canescens (Grauwe abeel) · 
P. cathayana · 
P. davidiana · 
P. deltoides (Amerikaanse populier) · 
P. euphratica · 
P. fremontii · 
P.  grandidentata (Grofgetande populier) · 
P. guzmanantlensis ·  
P. heterophylla (Hartbladige populier) · 
P. ilicifolia · 
P. ×interamericana (Zwarte balsemhybride) · 
P. ×jackii · 
P. koreana · 
P.  lasiocarpa (Ruwe populier) · 
P. laurifolia (Laurierpopulier) · 
P. maximowiczii (Koreaanse balsempopulier) · 
P. mexicana · 
P. nigra (Zwarte populier) · 
P. nigra var. italica (Italiaanse populier) · 
P. rotundifolia · 
P. sieboldii · 
P. simonii (Chinese balsempopulier) · 
P. suaveolens · 
P. szechuanica · 
P. ×tomentosa ·  
P. tremula (Ratelpopulier) · 
P. tremuloides (Amerikaanse ratelpopulier) · 
P. trichocarpa (Zwarte balsempopulier) · 
P. tristis · 
P. wilsonii (Wilsonpopulier) · 
P. yunnanensis · 
...